# Posádkový kostel

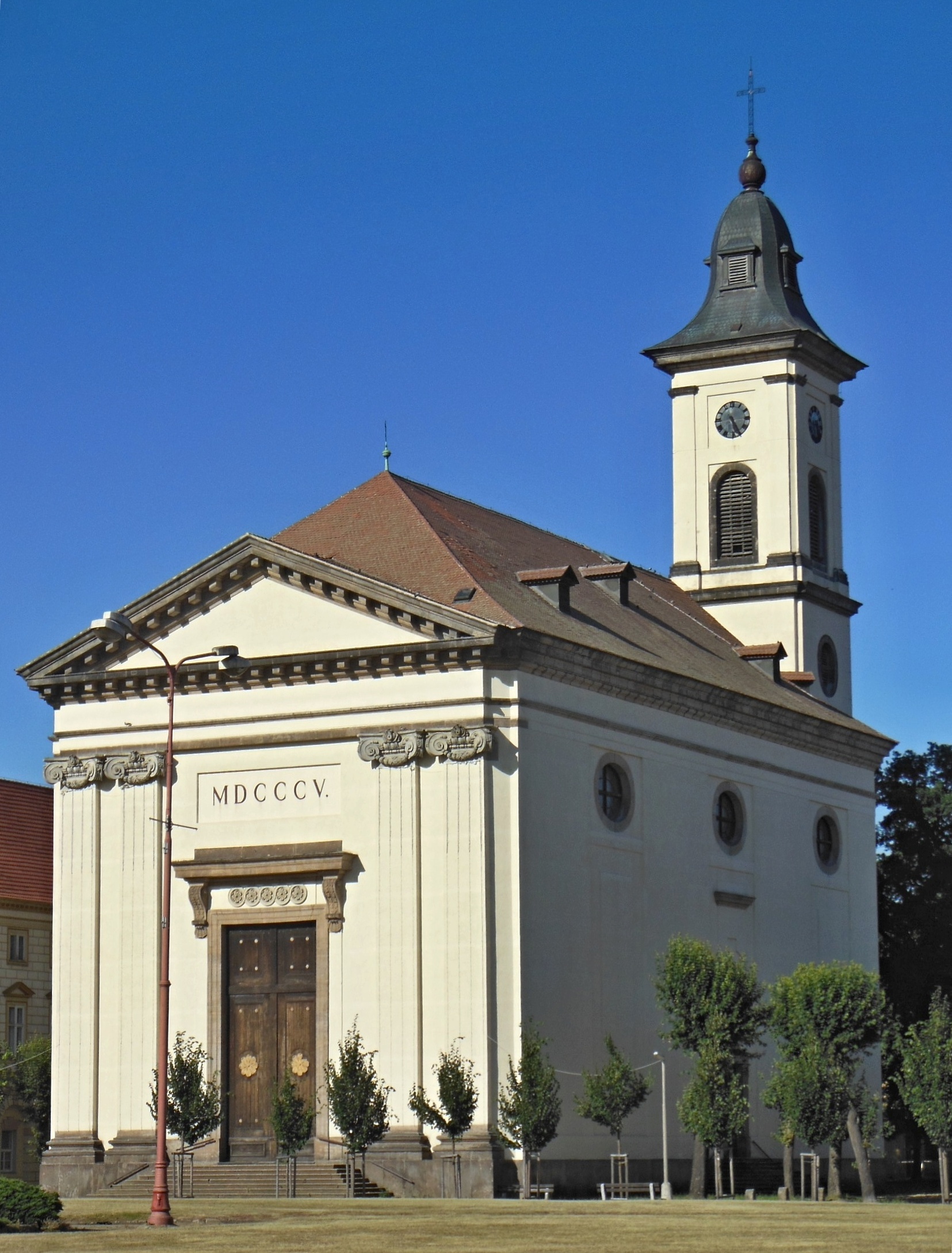
Bývalý posádkový kostel Vzkříšení Páně v Terezíně

Posádkový kostel je označení pro církevní stavbu, která byla postavena pro armádu (vojenskou posádku) umístěnou v daném místě nebo která byla armádou alespoň dočasně využívána. Posádkový kostel bývá proto také označován jako vojenský kostel či garnizónní kostel.
Posádkové kostely se stavěly zpravidla v posádkových městech, na území České republiky například v Terezíně či Josefově. V Německu se počátkem 20. století ve větších posádkových městech stavěly vlastní kostely pro tamní armádu nebo armáda začala využívat již existující kostely. Tyto kostely byly často ve vlastnictví státu.